# Nevřeň
Nevřeň (en allemand : Neberschum) est une commune du district de Plzeň-Nord, dans la région de Plzeň, en République tchèque. Sa population s'élevait à 290 habitants en 2022.

## Géographie
Nevřeň se trouve à 6 km au nord-nord-est du centre de Město Touškov, à 12 km au nord-ouest du centre de Plzeň et à 88 km à l'ouest-sud-ouest de Prague.
La commune est limitée par Všeruby au nord-ouest, par Nekmíř au nord, par Žilov et Příšov à l'est, par Město Touškov au sud, et par Čeminy au sud-ouest.

## Histoire
La première mention écrite de la localité date de 1364.

## Transports
Par la route, Nevřeň se trouve à 11 km de Třemošná, à 13 km de Plzeň et à 106 km de Prague. 